# یواس‌اس کیمبرلی (دی‌دی-۸۰)
یواس‌اس کیمبرلی (دی‌دی-۸۰) (به انگلیسی: USS Kimberly (DD-80)) یک کشتی بود که طول آن ۹۶٫۱۴ متر (۳۱۵٫۴ فوت) بود. این کشتی در سال ۱۹۱۷ ساخته شد.